# Strada statale 754 Parlasco-Bellano
La strada statale 754 Parlasco-Bellano (SS 754) è una strada statale italiana il cui percorso si sviluppa in Lombardia. Si tratta di una importante arterie della provincia di Lecco che collega la Valsassina con le sponde del Lago di Como.

## Percorso
La strada è frutto della fusione di due tronchi ben distinti il primo dei quali ha origine alle porte dell'abitato di Parlasco distaccandosi dalla strada statale 753 di Esino, scendendo verso la frazione di Pennaso.
Il secondo invece parte da tale frazione e degradando verso la costa, incrocia dapprima lo svincolo con la strada statale 36 del Lago di Como e dello Spluga ed infine raggiunge il centro abitato di Bellano dove si innesta sulla strada provinciale 72 ex SS36

## Storia
La strada era tradizionalmente classificata come strada provinciale 73 Parlasco-Portone (SP 73) per il primo tratto e come porzione della strada provinciale 62 della Valsassina (SP 62) per il secondo; è stata poi oggetto della seconda tranche del cosiddetto piano Rientro strade, per cui la competenza è passata all'ANAS il 3 maggio 2021.
La strada ha ottenuto la classificazione attuale nel corso del settembre 2021 con i seguenti capisaldi di itinerario: "Innesto con la S.S. n. 753 di Esino a Parlasco - Incrocio con via alle Terme in località Pennaso - Innesto su via XX Settembre a Bellano".